# چم چل
چم چل، روستایی از توابع بخش طرهان شهرستان کوهدشت در استان لرستان ایران است.

## جمعیت
این روستا در دهستان طرهان غربی قرار دارد و براساس سرشماری مرکز آمار ایران در سال ۱۳۸۵، جمعیت آن ۳۲ نفر (۵خانوار) بوده‌است.